# Plattenspitze (Schladminger Tauern)
Die Plattenspitze ist ein 2294 Meter hoher Berg auf dem Gebiet der Gemeinde Tweng im Ort Obertauern. Der Gipfel liegt in den Schladminger Tauern und wird üblicherweise bei der Ersteigung der südlich gelegenen Gamskarlspitze (2411 m) überschritten.
Auf der Plattenspitze befindet sich ein 38 Meter hoher Turm für die Realisierung einer passiven Richtfunkumlenkung, die die Verbindung zwischen dem Richtfunkturm Rossbrand und dem Richtfunkturm Großeck herstellt.

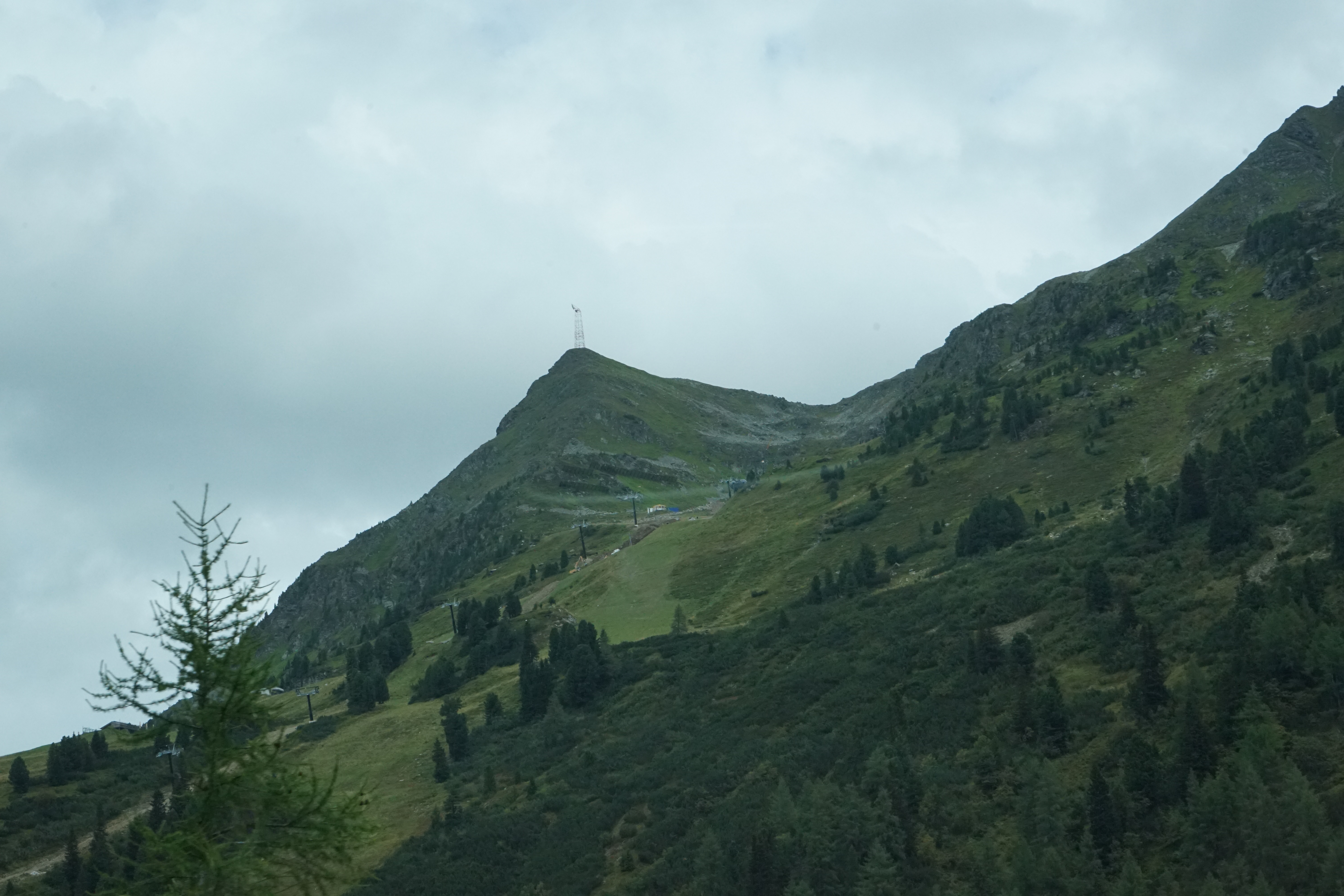
Plattenspitze von Süden mit passivem Relaismast